# Trachelipus nodulosus
Trachelipus nodulosus is een pissebed uit de familie Trachelipodidae. De wetenschappelijke naam van de soort is voor het eerst geldig gepubliceerd in 1838 door Cathrin Koch.